# Лукичёв, Олег Дмитриевич
Олег Дмитриевич Лукичёв (род. 26 февраля 1946, село Никитское, Куркинский район, Тульская область) — российский политик. Главный врач Тульской областной больницы. Председатель Тульской областной Думы третьего созыва. Доктор медицинских наук. Заслуженный врач Российской Федерации. 

## Биография
В 1970 году, окончил Смоленский медицинский институт. В сентябре 1996 года избран депутатом Тульской областной Думы.
Главный врач Тульской областной больницы. Председатель Тульской областной Думы третьего созыва. 28 апреля 2009 года Олега Дмитриевича депутата Тульской областной Думы приняли в ряды ЛДПР. В сентябре 2009 года исключили из рядов ЛДПР.
Председатель общества православных врачей Тульской области.

## Награды и звания
- Заслуженный врач Российской Федерации[3].
- Орден Почёта[3][6].
- Почётный гражданин Муниципального образования Кукинского района Тульской области[1].